# Manuel Herz
Manuel Herz (* 1969 in Düsseldorf) ist ein deutscher Architekt.

## Leben
Manuel Herz ist der Sohn des Professors für Soziologie an der Universität Siegen Thomas Aage Herz (1938–1995) und der Juristin und Richterin Ruth Herz (1943–2023).
Manuel Herz studierte Architektur an der RWTH Aachen und der Architectural Association School of Architecture in London.
Er gehört dem Beirat der Bundesstiftung für Baukultur der Bundesrepublik Deutschland an und lehrte in London, Rotterdam und Cambridge. Seit dem Jahr 2006 leitet Herz das Institut „Stadt der Gegenwart“ am ETH Studio in Basel zusammen mit Jacques Herzog und Pierre de Meuron, wo er auch ein eignes Architekturbüro betreibt. Ein weiteres Büro befindet sich in Köln. Von 2012 bis 2014 war Herz zudem Gastprofessor für Architekturdesign an der ETH Zürich. Seit 2015 hat er eine Professur am Fachbereich Urban Studies an der Universität Basel.
Bekannt wurde Herz in Deutschland vor allem durch den Bau der im Stil des Dekonstruktivismus gehaltenen Neuen Synagoge Mainz in den Jahren 2008–2010. Auf der 15. Architekturbiennale in Venedig 2016 gestaltete und kuratierte er gemeinsam mit der National Union of Sahrawi Women den Pavillon der Westsahara.

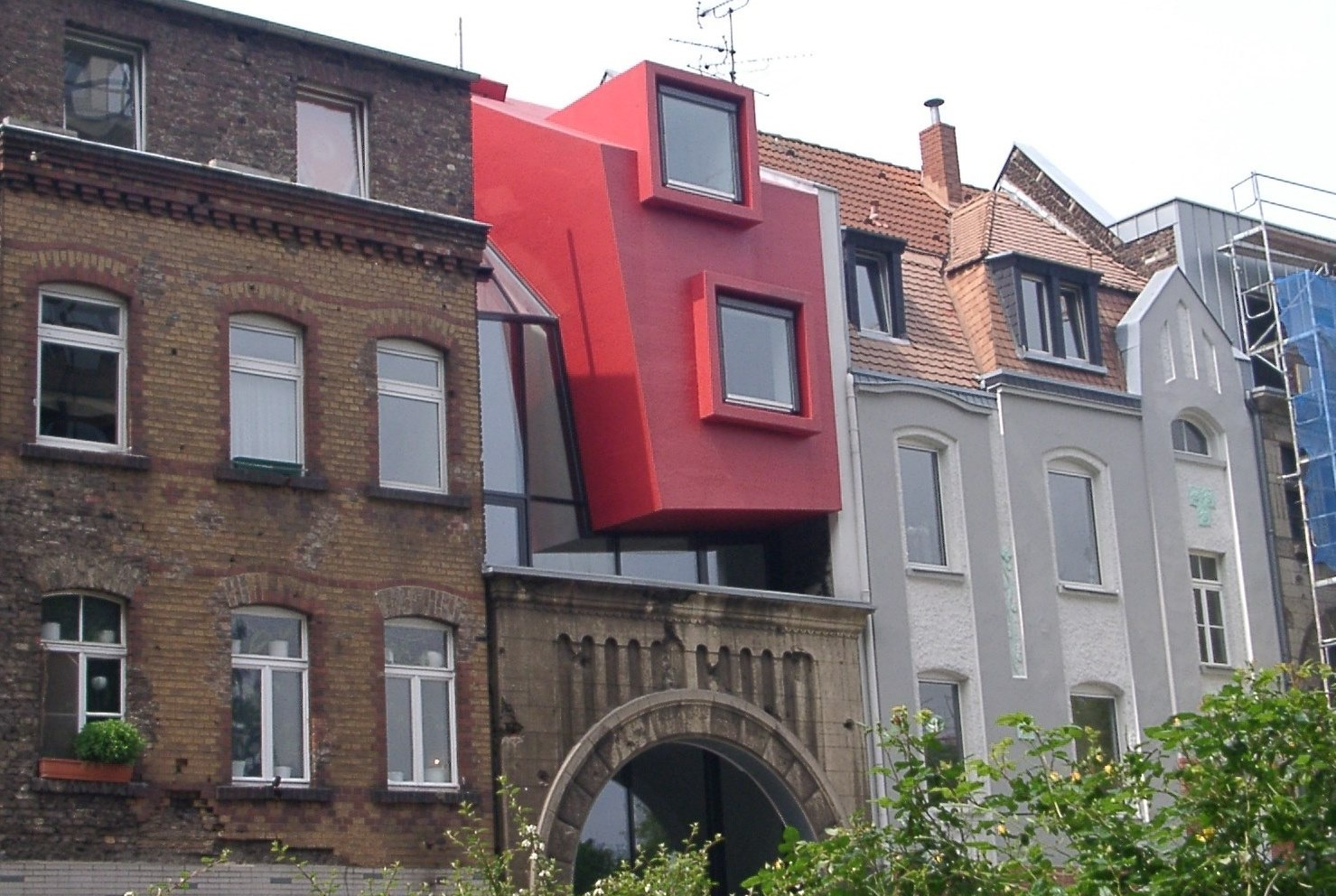
Legal/Illegal - Köln-Bayenthal, Goltsteinstr. 110

## Bauten

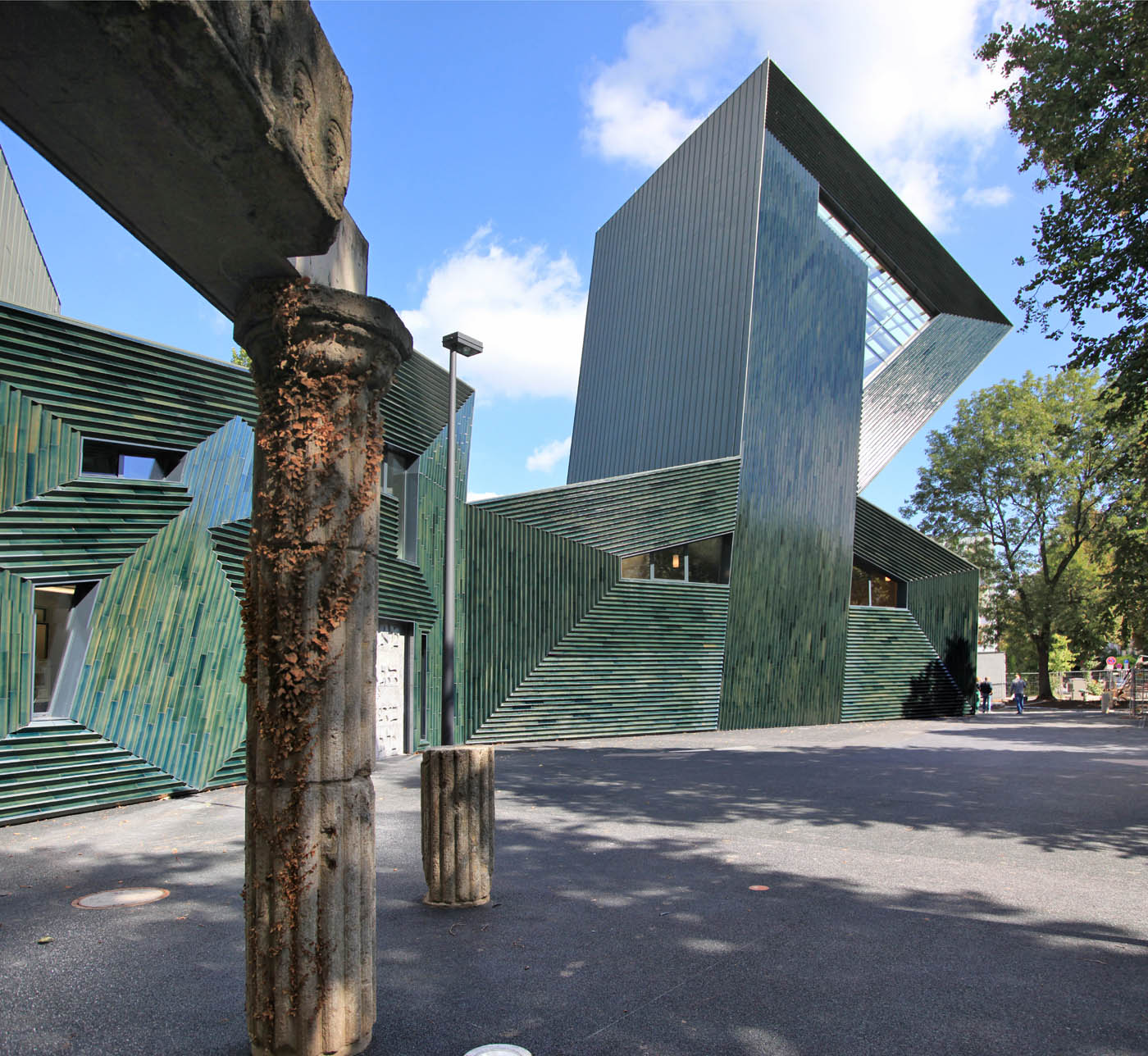
Neue Synagoge Mainz

- 2004: Legal/Illegal, Goltsteinstraße 110, Köln-Bayenthal[5]
- 2010: Neue Synagoge Mainz
- 2017: Ballet Mécanique, Zürich
- 2017: Mehrfamilien-Wohnungsbau 'Arthron', Köln-Bayenthal
- 2018: Sozialer Wohnungsbau, Lyon
- 2021: Symbolische Synagoge im Holocaust-Gedenkzentrum Babyn Jar, Kiew, Ukraine[6]
- 2021: Krankenhaus von Tambacounda, Senegal[7]
- 2025: Schweizer Pavillon der Expo 2025, Osaka[8]

## Auszeichnungen
- 2003: Kölner Architekturpreis für Legal/Illegal[5]
- 2003: Architekturpreis Beton für Legal/Illegal[9][10]
- 2010: Kulturpreis Kunst und Ethos des Verlags Schnell und Steiner[11][12]
- 2011: Deutscher Fassadenpreis für vorgehängte hinterlüftete Fassaden für das jüdische Gemeindezentrum Mainz[13]
- 2015: Mitglied der Nordrhein-Westfälischen Akademie der Wissenschaften und der Künste